# François Baroin

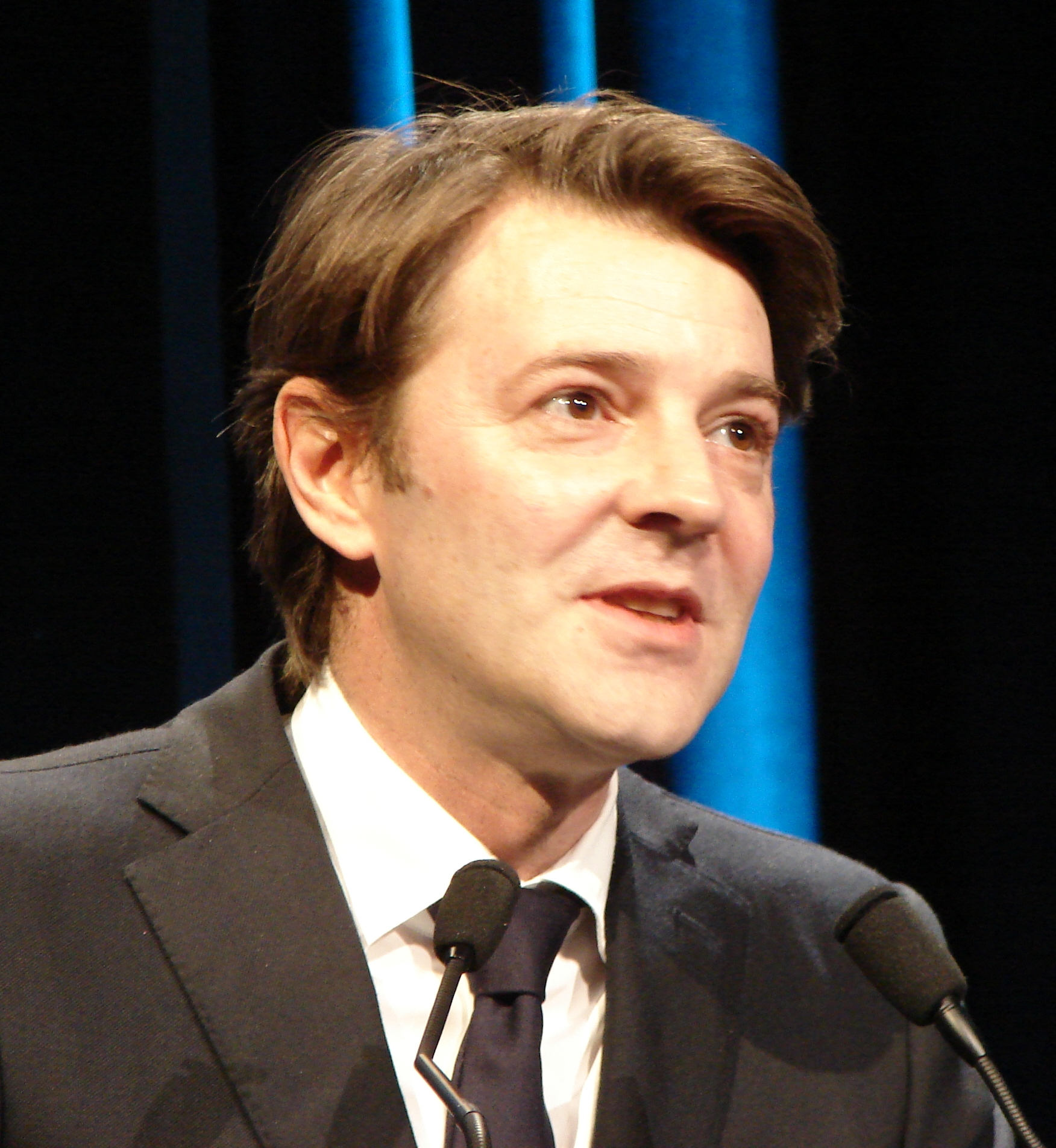
Baroin in 2012

François Claude Pierre René Baroin (Parijs, 21 juni 1965) is een Frans journalist en politicus van de UMP.
François Baroin studeerde aan het Institut supérieur de gestion. In 1988 werd hij journalist bij televisiezender Europe 1. Hij begon in de politiek als gemeenteraadslid in Troyes voor de RPR. In 1993 werd hij verkozen in de Nationale Vergadering. In 1995 werd hij burgemeester van Troyes. Hij was een bondgenoot van Jacques Chirac. Hij was diens woordvoerder bij de presidentsverkiezingen.
Baroin bekleedde verschillende ministerposten. Hij was een periode minister van Binnenlandse Zaken in het Kabinet-Villepin. Van 29 juni 2011 tot 16 mei 2012 was hij minister van Financiën, als opvolger van Christine Lagarde. Baroin werd opgevolgd door Pierre Moscovici. In 2012, nadat de socialisten aan de macht waren gekomen, stelde hij zich opnieuw verkiesbaar voor de Nationale Vergadering en hij werd ook verkozen.
In 2022 werd hij voorzitter van de zakenbank Barclays France.
- Bibliothèque nationale de France: cb13339630g (data)
- Gemeinsame Normdatei: 122052706
- International Standard Name Identifier: 0000 0000 7835 9428
- Library of Congress Control Number: n2002113620
- Système universitaire de documentation: 050166077
- Virtual International Authority File: 22289467
- WorldCat: E39PBJjHbgvHvCBjVvQD9P3fbd